# Bész
Bész a Ókori Egyiptomban védelmező istenség, különösen az anyáké és gyermekeké, de a szexualitás istene is. Egy idő után már minden jó védőjének és minden rossz ellenségének tekintették. A déli területeken már az óbirodalom idején említik, ekkor azonban kultusza nem terjedt el az ország egész területén, csak az újbirodalom idejére. Korábbi kutatások núbiai eredetűnek tartották, aki a középbirodalom idején került Egyiptomba, egyes újabb eredmények szerint egyiptomi eredetű. Neve feltehetően a macskát jelentő núbiai besza szóból ered, ami védelmezőt is jelent. Törpeként ábrázolták.

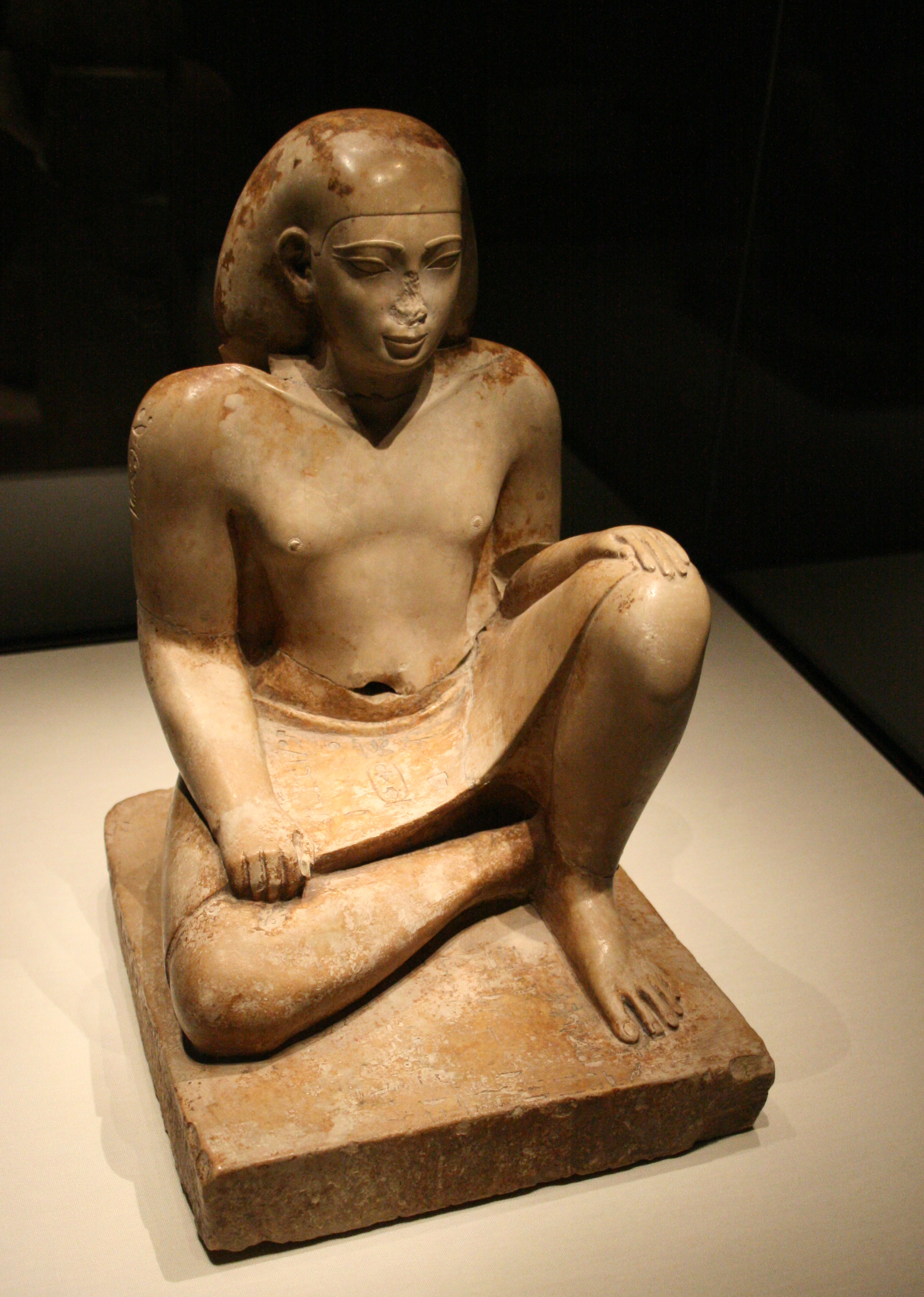
Bész isten nevét viselő írnok szobra a XXVI. dinasztia idejéből

Bész nevéből ered Ibiza szigetének neve.